# Fête de la République

La patrouille acrobatique Frecce Tricolori (Flèches Tricolores) de l'armée de l'air italienne le 2 juin 2005 lors de la Festa della Repubblica.

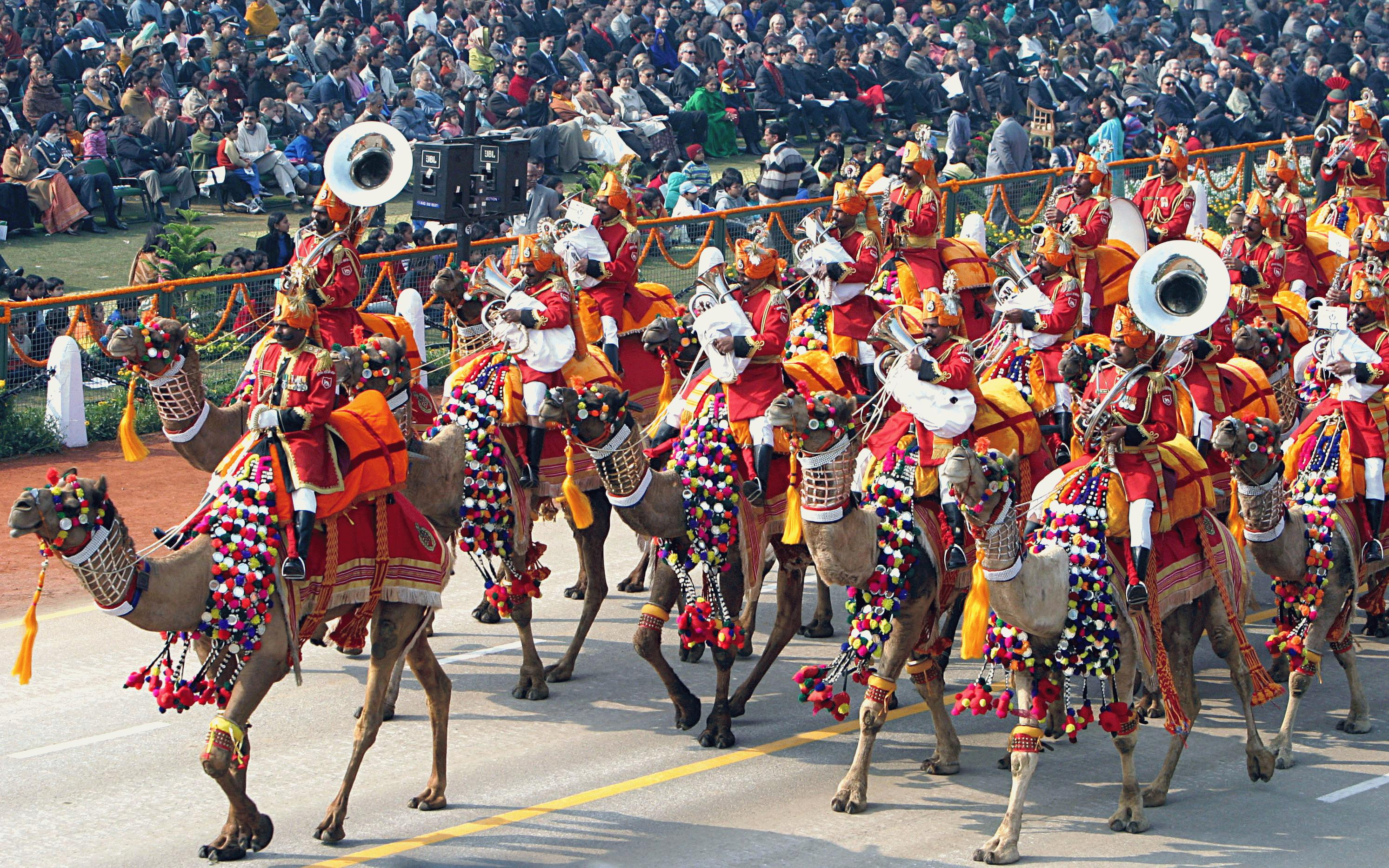
Célébration de la fête de la république en Inde, 26 janvier 2004.

La fête de la République ou jour de la République est un jour férié de fête nationale observé dans de nombreux pays, commémorant la date lors de laquelle ils sont devenus des républiques (date de proclamation, d'adoption de la Constitution ou encore de libération).

## Célébration par pays
- Albanie : 11 janvier (1946)
- Allemagne de l'Est : 7 octobre (1950), jour de la République, célébré jusqu'en 1989
- Arménie : 28 mai (1918, république démocratique d'Arménie)
- Azerbaïdjan : 28 mai (1918, république démocratique d'Azerbaïdjan)
- Bosnie-Herzégovine : 9 janvier (1992)
- Brésil : 15 novembre (1889)
- Burkina Faso : 11 décembre (1958)
- Corée du Nord : 9 septembre (1948)
- République du Congo : 28 novembre (1958)
- États-Unis : 4 juillet (1776, Republic Day)
- Gambie : 24 avril (1970)
- Ghana : 1er juillet (1960)
- Grèce : 24 juillet (1974)
- Guyana : 23 février (1970)
- Hongrie : 23 octobre (1989, proclamation de la troisième République, et, premier jour de la révolution de 1956[1] ; la date officielle du 1er février commémore la proclamation de la République de 1946 mais n'est pas férié)
- Inde : 26 janvier (1950, entrée en vigueur de la Constitution de l'Inde et fin du Dominion, Jour de la République)
- Irak : 14 juillet (1958, république d'Irak)
- Iran : 1er avril (1979)
- Islande : 17 juin (1944)
- Italie : 2 juin (1946, Festa della Repubblica, marquant la fin du royaume d'Italie)
- Kazakhstan : 25 octobre (1991, dislocation de l'URSS)
- Liban : 22 novembre (1943)
- Lituanie : 15 mai (1920)
- Macédoine du Nord : 2 août (1903, insurrection d'Ilinden)
- Maldives : 11 novembre (1968)
- Malte : 13 décembre (1974)
- Niger : 18 décembre (1958)
- Portugal : 5 octobre (1910)
- Sierra Leone : 27 avril (1961)
- Slovaquie : 1er janvier (fête nationale depuis 1993)
- Sri Lanka : 22 mai (1972)
- Tchad : 28 novembre (1958)
- Togo : 27 avril (1960)
- Trinité-et-Tobago : 24 septembre (1976)
- Tunisie : 25 juillet (1957)
- Turquie : 29 octobre (1923, fin de l'Empire ottoman)
- Yougoslavie : 29 novembre (1945-1990)